# کاترین فلوری-واشون
کاترین فلوری-واشون (انگلیسی: Catherine Fleury-Vachon؛ زادهٔ ۱۸ ژوئن ۱۹۶۶) جودوکار اهل فرانسه است.